# ۷۹۹ (میلادی)
۷۹۹ (میلادی) هفتصد و نود و نهمین سال تقویم میلادی است.

## درگذشتگان
‎